# Kasuga no Kami
Kasuga no Kami (春日神) ou Kasuga Gongen (春日権現) ou Kasuga Myōjin (春日大明神) est un dieu de Kasuga-taisha,. Il est composé de cinq divinités distinctes ayant chacune un équivalent shinto et bouddhiste.
Les quatre kamis principaux consacrés à Kasuga-taisha sont Ame-no-Koyane, Himegami, Futsunushi, et Takemikazuchi. Bien qu'il s'agisse des principaux êtres divins du Kasuga taisha, ils sont souvent regroupés sous forme Shinbutsu shūgō, divinité combinée connue sous le nom de Kasuga Daimyōjin.
Kasuga Daimyōjin est composé de cinq êtres divins et chacun est constitué d'un bouddhiste divinité et homologue shinto kami. La cinquième divinité, Ame-no-Oshikumone, a été ajouté bien plus tard en tant qu'enfant divin d'Ame-no-Koyane et de Himegami. L'importance du kami aux multiples facettes était qu'il est devenu un modèle pour les futurs fidèles qui souhaitaient combiner plusieurs divinités pour prier à la fois.
Les quatre kamis principaux (hors Ame-no-Oshikumone) ont chacun un sanctuaire qui leur est dédié et qui sont tous dans le même Kasuga-zukuri. Ils se caractérisent par des toits à pignon en pente, une structure rectangulaire, des katsuogis (bûches décoratives), et une architecture Chigi (structures de toit fourchues). La première salle créée est dédiée à Takemikazuchi, la deuxième à Futsunushi, la troisième à Ame-no-Koyane, et la salle finale est attribuée au consort, Himegami. Le sanctuaire Wakamiya est dédié au cinquième nouveau membre Ame-no-Oshikumone,.
Les deux kamis Ama-no-Koyane et Himegami étaient bunrei transféré du Hiraoka-jinja, et le sanctuaire reçut ainsi le nom de Moto-Kasuga (« ancien Kasuga »),. Ces deux divinités et leur fils Ame-no-Oshikumone sont les ancêtres du clan Nakatomi et du clan Fujiwara,.
Le sanctuaire Hiraoka est situé dans les contreforts occidentaux du mont Ikoma, dans la préfecture d'Osaka, au centre du Japon. Dans ses premiers jours, c'était un centre de culte de la montagne et le kami de Kozudake, le pic immédiatement derrière le sanctuaire, est venu à être identifié à Ame-no-Koyane, la divinité tutélaire du clan Nakatomi, les ancêtres du clan Fujiwara,.

## Equivalents
Il comporte cinq composants, chacun correspondant à un Bouddha.
| Installation du sanctuaire | Partie shinto     | Partie bouddhiste            |
| -------------------------- | ----------------- | ---------------------------- |
| première salle             | Takemikazuchi     | Amoghapasha Lokeshvara       |
| deuxième salle             | Futsunushi        | Bhaisajyaguru                |
| troisième salle            | Ama-no-Koyane     | Kshitigarbha                 |
| quatrième salle            | Himegami          | Ekādaśamukha                 |
| Sanctuaire Wakamiya,       | Ame-no-Oshikumone | Manjushri ou Avalokiteśvara. |

## Dans la culture populaire
Kasuga no Kami, Jade Angel est une carte dans WIXOSS (en),,,,.